# Garbo Editorial
Garbo Editorial, S. A. va ser una editorial, que editava la revista del Garbo (1953-1987), entre moltes altres, com SOLO MOTO o Vampirella. Era propietat de la família Nadal i estava coordinada per José María Armen.

## Trajectòria
El 1974, va absorbir l'editorial Ibero Mundial de Ediciones, encarregant-se de les seves capçaleres dedicades al còmic de terror (Dossier Negro, Rufus i Vampus) i a l'humor gràfic (Mata Ratos). Aviat amplia la línia de terror amb Vampirella al desembre d'aquest mateix any i  Famosos Monsters del Cine l'abril de 1975, i la de setmanaris satírics, amb Eh!
També el març de 1975, va llançar la revista SOLO MOTO, especialitzada en el món del motociclisme i dirigida per Ángel Cuevas, així com un setmanari humorístic centrat també en el món de l'esport, El Hincha Enmascarado, que va intentar competir, sense èxit, amb Barrabás.
Va recuperar comic clàssic nord-americà amb la revista de còmic Spirit (1975) i la col·lecció Super Cómics Garbo (Carrigan, Jorge y Fernando i Mandrake the Magician).
A principis del 1978, va deixar d'editar còmics per centrar-se les seves altres revistes.